# Apolemichthys xanthurus
Apolemichthys xanthurus là một loài cá biển thuộc chi Apolemichthys trong họ Cá bướm gai. Loài này được mô tả lần đầu tiên vào năm 1833.

## Từ nguyên
Từ định danh xanthurus được ghép bởi hai từ trong tiếng Latinh, là xanthos ("màu vàng") và oura ("đuôi"), hàm ý đề cập đến vây đuôi có màu vàng ở loài cá này.

## Phạm vi phân bố và môi trường sống
A. xanthurus có phạm vi phân bố tập trung ở Ấn Độ Dương. Loài này đã được ghi nhận tại vùng biển phía nam Ấn Độ (bao gồm cả Lakshadweep); Maldives và Sri Lanka; Mauritius (bao gồm cả đảo Rodrigues) và Réunion; từ quần đảo Mergui (Myanmar) dọc theo bờ biển phía tây Thái Lan; một cá thể duy nhất đã được phát hiện ở đảo Sulawesi (Indonesia).
Loài này sống gần các rạn san hô và đá ngầm, đặc biệt là những khu vực có sự phát triển phong phú của san hô, ở độ sâu trong khoảng từ 5 đến 45 m.

## Mô tả
A. xanthurus có chiều dài cơ thể tối đa được ghi nhận là 15 cm. Cơ thể hình bầu dục thuôn dài, có màu xám nâu, nâu sẫm ở đầu và sẫm đen ở thân sau. Có một đốm vàng ở sau mắt, trên nắp mang. Vây lưng và vây hậu môn có màu đen, dải viền màu trắng xanh lam ở vây lưng và dải viền màu xanh óng ở vây hậu môn. Vây đuôi có màu vàng tươi nổi bật.
A. xanthurus có kiểu màu khá giống với Apolemichthys xanthotis, một loài có phạm vi giới hạn ở các vùng biển xung quanh bán đảo Ả Rập. Sự khác biệt rõ nhất giữa hai loài là vùng màu nâu sẫm bao phủ khắp đầu, mang và một phần thân trước ở A. xanthotis; trong khi ở A. xanthurus, vùng màu nâu chỉ bao phủ đầu và một phần trước của mang. Bên cạnh đó, vì vảy của A. xanthurus có các đốm đen tạo cho A. xanthurus có vẻ ngoài sẫm xám hơn A. xanthotis.
Cá con của A. xanthurus và A. xanthotis không sự khác biệt rõ ràng như cá trưởng thành. Với kiểu màu như cá trưởng thành, cá con của hai loài còn có thêm một dải sọc đen băng qua mắt.
Số gai ở vây lưng: 14; Số tia vây ở vây lưng: 17–19; Số gai ở vây hậu môn: 3; Số tia vây ở vây hậu môn: 17–18; Số gai ở vây bụng: 1; Số tia vây ở vây bụng: 5.

## Sinh thái
Thức ăn của A. xanthurus chủ yếu là bọt biển (hải miên). Loài này thường sống đơn độc hoặc bơi theo cặp.
A. xanthurus đã lai tạp với Apolemichthys trimaculatus, một loài có cùng phạm vi trải rộng khắp Ấn Độ Dương - Thái Bình Dương, được ghi nhận cụ thể tại Maldives và Seychelles. Những cá thể lai giữa hai loài này từng được xem là một loài hợp lệ của chi Apolemichthys với danh pháp là A. armitagei.
Trong một thí nghiệm, A. xanthurus được nuôi trong 3 bể cá với ba cường độ ánh sáng khác nhau (lần lượt là 250–500, 750–1000 và 1500–2000 lux) liên tục trong 120 ngày. Kết quả thu được từ nghiên cứu này cho thấy, những cá thể A. xanthurus được nuôi trong bể có cường độ sáng thấp (250–500 lux) có tốc độ sinh trưởng và hàm lượng carotenoid cao hơn hẳn so với những cá thể trong hai bể còn lại. Do đó, cường độ ánh sáng thấp (khoảng 250–500 lux) sẽ giúp A. xanthurus sinh trưởng tốt hơn, cũng như có khả năng làm da của chúng trở nên sáng màu hơn.

## Thương mại
A. xanthurus được đánh bắt khá phổ biến trong ngành thương mại cá cảnh.